# Primera batalla de Mogadiscio
La batalla de Mogadiscio o Dia dels Rangers (somalí: Maalintii Rangers), va ser part de l'operació Gothic Serpent i va tenir lloc entre el 3 i el 4 d'octubre de 1993 a Mogadiscio, Somàlia, entre forces dels Estats Units amb el suport de les tropes del UNOSOM II contra els milicians somalis lleials a l'autoproclamat president Muhammad Farra Aydid, amb el suport de combatents civils armats.
Un grup de combat de l'exèrcit dels Estats Units, format principalment pels Rangers de la Companyia Bravo, el 3r Batalló,  75è Regiment de Rangers; Esquadró C, 1r Destacament Operatiu de Forces Especials -Delta (1r SFOD-D) més conegut com la "Delta Force"; així com Controladors de Combat de la Força Aèria i Pararescatadors de la Força Aèria i helicòpters del 1r batalló 160è Regiment d'Aviació d'Operacions Especials, intentaren segrestar dos tinents d'alt nivell d'Aidid durant una reunió a la ciutat. Poc després que comencés l'assalt, la milícia somali i els combatents civils van abatre dos helicòpters UH-60 Black Hawk. L'operació posterior per assegurar i recuperar les tripulacions d'ambdós helicòpters van convertir tot l'atac, que estava previst que no durés més d'una hora, en un combat durant tota la nit per la ciutat. La batalla acabà en 18 morts, 73 ferits i un pilot d'helicòpter capturat entre el grup d'assalt estatunidenc i les forces de rescat. Com a mínim un soldat pakistanès i un altre malaisi van morir com a part de les forces de rescat. Les fonts estatunidenques estimen entre 1.500 i 3.000 les baixes somalis, incloent civils; les forces de la SNA només reconeixen 315 morts i 812 ferits. La batalla també és anomenada Primera batalla de Mogadiscio, per distingir-la de la Segona batalla de Mogadiscio el 2006.

## Sumari
La Task Force Ranger, que consistia en una força d'assalt composta per operaris de la Delta Force de l'Exèrcit,  75è Regiment de Rangers, Pararescatadors de la Força Aèria, Controladors de Combat de la Força Aèria, quatre Navy SEALs del Grup de Desenvolupament de Guerra Naval Espacial, i un element aeri proveït pel 160è Regiment d'Aviació d'Operacions Especials, sota el comandament del Major General William F. Garrison, executà una operació que significava viatjar des de la seva base als afores de la ciutat fins al centre amb el propòsit de capturar els líders del clan de Habar Gidir, encapçalat per Mohamed Farrah Aidid. La força d'assalt consistia en 19 aeronaus, dotze vehicles terrestres (incloent 9 Humvees) i 160 homes.

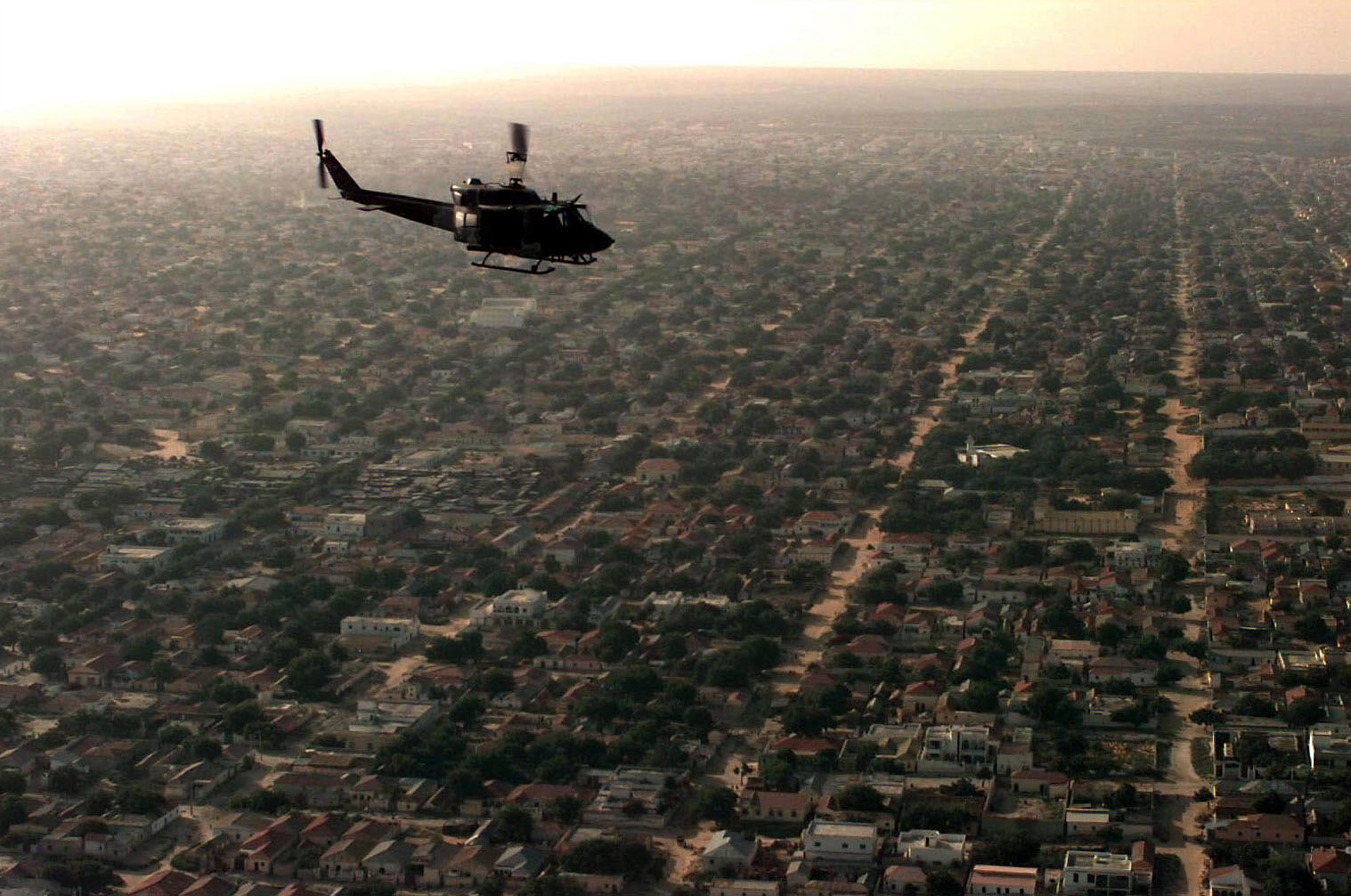
Helicòpter de l'U.S. Marine Corps sobrevolant una àrea residencial a Mogadiscio com a part de l'operació Restaurar l'Esperança (1992).

Durant l'operació, dos helicòpters Black Hawk estatunidencs van ser abatuts pels RPGs, i tres més van resultar danyats. Alguns dels ferits supervivents van poder ser evacuats a la base, però d'altres van quedar prop dels llocs on havien caigut i van quedar aïllats. Durant la nit va tenir lloc una batalla urbana.
A primera hora del matí següent, una força combinada va ser enviada en rescat dels soldats atrapats. Estava formada per soldats pakistanesos, malaisis i de la 10a divisió de Muntanya estatunidenca. Van reunir cap a un centenar de vehicles, incloent tancs pakistanesos (M48s) i transports blindats de personal Condors malaisis, amb suport d'helicòpters MH-6 Little Bird i MH-60L Black Hawks estatunidencs. Aquesta força arribà al lloc del primer helicòpter abatut i rescatà els supervivents. El lloc on es trobaven les restes del segon havia quedat envoltat pel somalis hostils durant la nit. Els franctiradors de Delta Gary Gordon i Randy Shughart es van oferir voluntaris per estar-se allà fins que les tropes de terra arribessin. Una munió de gent somalí, amb centenars de combatents, superaren els dos homes. L'únic supervivent americà del lloc, el pilot Michael Durant, va ser fet presoner i posteriorment alliberat.

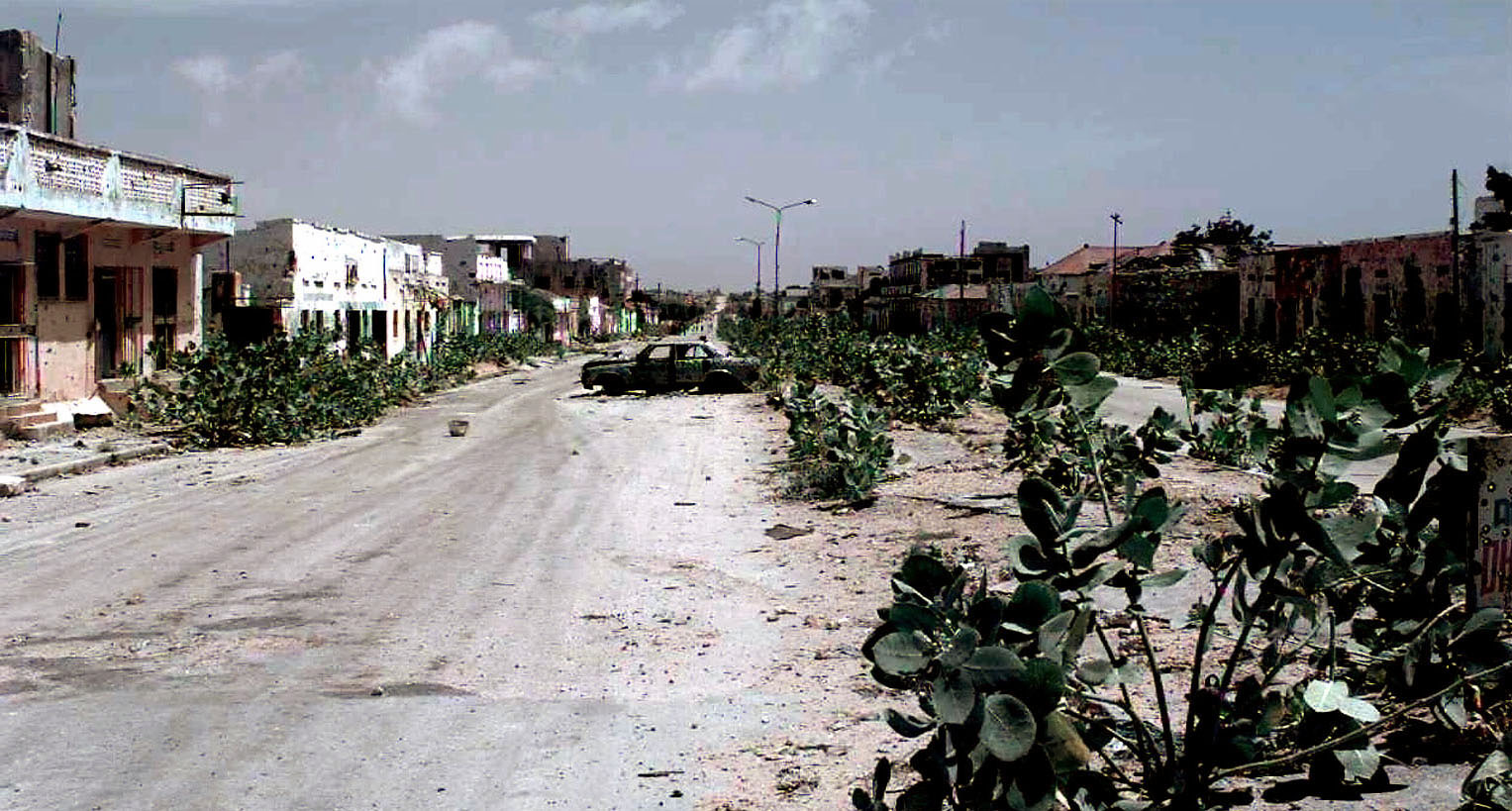
La "Línia Verda" abandonada, dividint les faccions en guerra al nord i al sud de Mogadiscio (gener de 1993).

El nombre exacte de baixes somalis és desconegut, però s'estima que podria estar entre diversos centenars a milers de milicians i d'altres morts, i a entre 3.000 i 4.000 ferits. El Comitè Internacional de la Creu Roja estimà en 200 civils somalis morts i centenars ferits durant els combats, amb informes que alguns civils atacaren els soldats americans. El llibre Black Hawk Down: A Story of Modern War estima en més de 700 milicians somalis morts i més de 1.000 ferits, però l'Aliança Nacional Somalí en un documental del Frontline per a la televisió estatunidenca reconegué només 133 morts en tota la batalla. Segons The Washington Post les baixes somalis van ser de 312 morts i 814 ferits. Inicialment El Pentàgon inicialment informà de 5 soldats estatunidencs morts, però la xifra total va ser de 18 soldats estatunidencs morts i 73 ferits. Dos dies després, un 19è soldat, l'operador SFC Matt Rierson va morir en un atac de morters. Entre les tropes de les Nacions Unides, un soldat malaisi i un altre de pakistanès van morir; i set malaisis i dos pakistanesos van ser ferits. En aquell moment, la batalla va ser la més sagnant on participaven tropes estatunidenques des de la Guerra de Vietnam i continuà sent-ho fins a la Segona batalla de Fallujah, el 2004.
El 24 de juliol de 1996, Aidid va resultar ferit durant un intercanvi de foc entre la seva milícia i les forces lleials als antics aliats d'Aidid, Ali Mahdi Muhammad i Osman Ali Atto. Va patir un atac de cor fatal l'1 d'agost de 1996, durant o després de la cirurgia per tractar les seves ferides. L'endemà, el general Garrison es retirà.

## Rerefons

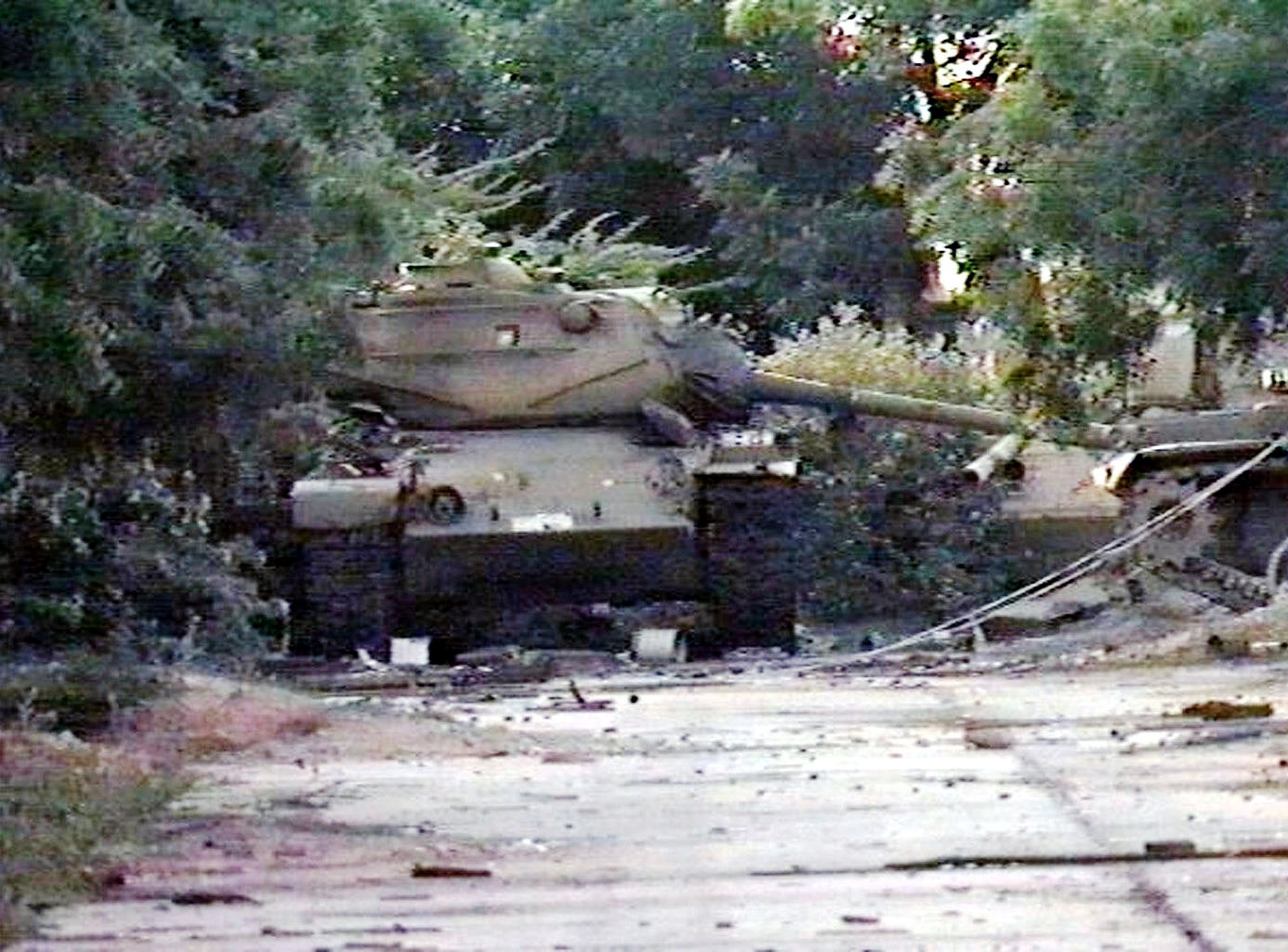
Tres tancs M47 abandonats de l'Exèrcit Nacional Somali (SNA) destruïts prop d'un magatzem després de l'esclat de la guerra civil.

El gener de 1991, el President somali Mohammed Siad Barre va ser derrocat en la guerra civil per una coalició de clans oposats. L'Exèrcit Nacional Somali es va dissoldre i alguns antics soldats es reuniren com a forces regionals irregulars o s'uniren a les milícies dels clans. El grup principal rebel a la capital Mogadiscio era el Congrés Unit Somali (United Somali Congress – USC), que posteriorment es dividiria en dues faccions armades: una encapçalada per Ali Mahdi Muhammad, que esdevindria president, i l'altra per Mohamed Farrah Aidid. En total, havia quatre grups oposats que lluitaven pel control polític: el USC, el Front Democràtic Somali de Salvació (Somali Salvation Democratic Front - SSDF), el Moviment Patriòtic Somali (Somali Patriotic Movement - SPM) i el Moviment Democràtic Somali (Somali Democratic Movement - SDM). Al juny de 1991 s'acordà un alto el foc, però no va tenir efecte. Un cinquè grup, el Moviment Nacional Somali (Somali National Movement - SNM) posteriorment declarà la independència de la regió nord-occidental del país al juny. El SNM rebatejà aquest territori no reconegut per ningú com a "Somaliland, i el seu líder, Abdirahman Ahmed Ali Tuur, va ser elegit president.
El setembre del 1991, diversos combats esclataren a Mogadiscio, que prosseguiren en els mesos següents i s'escamparen per la resta del país, amb unes 20.000 persones mortes o ferides a finals d'any. Aquestes guerres comportaren la destrucció de l'agricultura somali, que portà la fam a grans parts del país. La Comunitat Internacional començà a enviar menjar per aturar la fam, però grans quantitats d'aquest ajut era segrestades i portades als líders dels clans, que de manera rutinària la canviaven a altres països per armes. S'estima que fins a un 80% del menjat va ser robat. Aquests factors van fer créixer la fam, estimant-se que unes 300.000 persones van morir i 1,5 milions més patiren entre 1991 i 1992. al juliol de 1992, després d'un alto el foc entre les faccions dels clans oposats, l'ONU envià 50 observadors militars per supervisar la distribució del menjar.

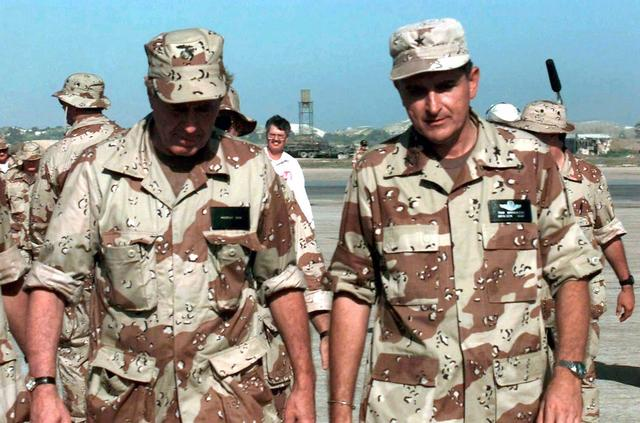
El President dels Estats Units George H. W. Bush (esquerra) visitant Somàlia per veure els esforços de la Task Force Somalia, que estava en suport directe de l'Operació Restaurar l'Esperança.

L'agost de 1992 començà l'operació Proporcionar Socors, quan el President dels Estats Units George H. W. Bush anuncià que els transports militars estatunidencs donarien suport a l'esforç multinacional de les Nacions Unides. Deu C-130s i 400 persones van ser traslladats a Mombasa, Kenya, portaren per via aèria ajut a les zones remotes de Somàlia i reduïren la dependència en els combois de camions. Un membre del 86è Esquadró de Subministraments, USAFE, va ser l'única contribució a l'operació, va ser desplegat amb el contingent de suport a terra. Els C-130 van lliurar 48.000 tones de menjar i de subministraments mèdics en sis mesos a les organitzacions humanitàries internacionals intentant ajudar els més de 3 milions de somalis morts de fam.
Quan es demostrà inadequat per aturar les morts massives i el desplaçament del poble somali (500.000 morts i 1,5 milions de refugiats o desplaçats), els Estats Units promogueren una coalició major per assistir i protegir les activitats humanitàries al desembre de 1992. Aquesta operació, anomenada Restaurar l'Esperança, van veure els Estats Units assumint el comandament unificat d'acord amb la Resolució 794 del Consell de Seguretat de les Nacions Unides. El Cos de Marines estatunidenc enviaren la 15a Unitat Marine Expedicionària a Mogadiscio i, amb elements de l'1r Batalló del 7è Regiment Marine i de l'3r Batalló de l'11è Regiment Marine asseguraren prop d'un terç de la ciutat, el port i l'aeroport en dues setmanes, amb l'intent de facilitar l'arribada aèria dels subministraments humanitaris. Elements del de l'2r Batalló; HMLA-369 (Helicòpter Lleuger d'Assalt Marine 369 del 39è Grup Aeri Marine, 3a Ala Aèria Marine, Camp Pendleton) del 7è Regiment Marine; 9è Regiment Marine i el 1r Batalló del 7è Regiment Marine asseguraren ràpidament les rutes a Baidoa, Balidogle i Kismayo; on van ser reforçats pel 3r Batalló Amfibi d'Assalt i la 10a Divisió de Muntanya de l'exèrcit.

### Canvi de missió

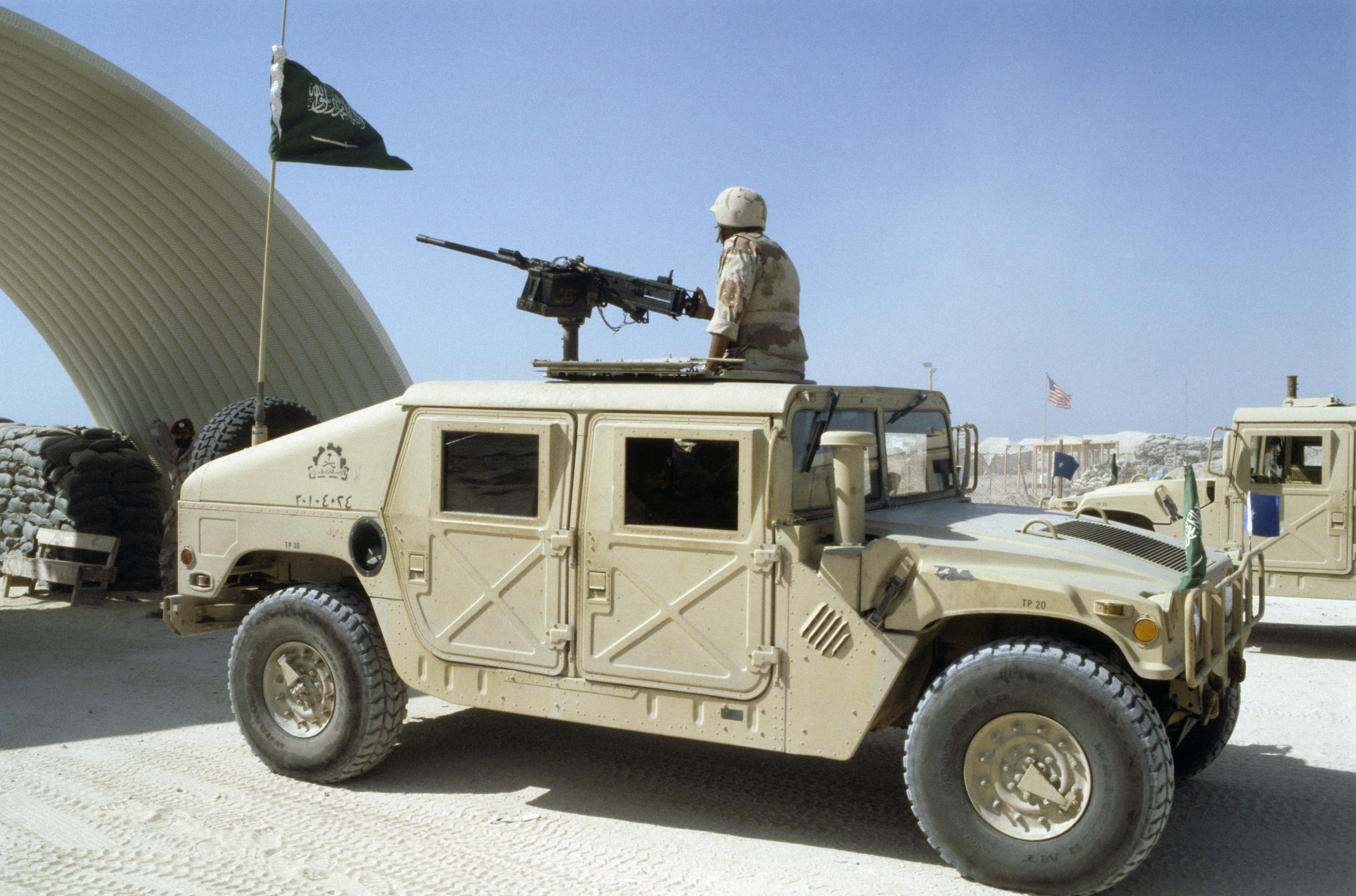
Humvees de l'UNOSOM II sortint cap el port de Mogadiscio.

El 3 de març de 1993, el Secretari General de les Nacions Unides Boutros Boutros-Ghali sotmeté al Consell de Seguretat de les Nacions Unides les seves recomanacions per efectuar la transició des del UNITAF al UNOSOM II. Indicà que des de l'adopció de la Resolució 794 al desembre de 1992, la presència i les operacions de l'UNITAF havien creat un impacte positiu a la situació de la seguretat a Somàlia i sobre el lliurament efectiu de l'assistència humanitària (l'UNITAF desplegà unes 37.000 persones sobre el 40% de la Somàlia central i septentrional). Malgrat tot, no hi havia un govern, policia o exèrcit nacional efectiu amb el resultat de serioses amenaces contra el personal de les Nacions Unides. Amb aquesta finalitat, el Consell de Seguretat autoritzà l'UNOSOM II per establir un entorn segur per tota Somàlia, per assolir la reconciliació nacional i crear un estat democràtic.
A la Conferència sobre la Reconciliació Nacional a Somàlia, celebrada el 15 de març de 1993, a Addis Ababa (Etiòpia), tots quinze partits somalis acordaren els termes per restaurar la pau i la democràcia. Així i tot, al maig era clar que, tot i una signatura dels Acords de Març, la facció de Mohammed Farrah Aidid no cooperaria en la implementació dels acords.
Aidid començà a emetre propaganda anti Nacions Unides a Radio Mogadiscio després de creure que les Nacions Unides estaven marginant-lo en un intent per "reconstruir Somàlia". El tinent general Çevik Bir ordenà que l'emissora de radio fos destruïda, en un intent de tallar de soca-rel l'inici del que podia girar-se en una revolta. Havia espies civils en tota la seu de la ONUSOM II, i probablement va conduir al descobriment del pla de l'ONU. Aidid ordenà a la milícia del SNA que ataqués una força pakistanesa el 5 de març de 1993, que havia estat encarregada amb la inspecció d'un polvorí situat a l'emissora de ràdio, possiblement per por que no es tractés d'un grup de treball enviat a tancar l'emissora. El resultat va ser de 24 morts i 57 soldats pakistanesos, 3 soldats estatunidencs i un soldat italià ferits.
Els 6 de juny de 1993, el Consell de Seguretat de les Nacions Unides aprovà la Resolució 837, ordenant l'arrest i el judici de les persones responsables dels atacs contra les forces de pau.
El 12 de juny, les tropes estatunidenques començaren a atacar objectius a Mogadiscio amb la intenció de trobar Aidid, una campanya que s'estendria fins al 16 de juny. El 17 de juny, una resolució judicial recompensava amb $25.000 va ser publicada per l'almirall Jonathan Howe a canvi d'informació per a l'arrest d'Aidid, però mai no va ser capturat. Howe també demanà una força de rescat contraterrorista després de les morts dels pakistanesos.

### Atac contra la casa segura
El 12 de juliol de 1993 es va llançar una operació estatunidenca sobre el que es creia que era una casa segura on Aidid s'estava amagant a Mogadiscio. Durant una operació de combat de 17 minuts, els helicòpters Cobra dispararen 16 míssils TOW missile i centenars de projectils de 20mm contra l'edifici, matant 60 persones. Malgrat tot, la quantitat de baixes somalis no està confirmada. Abdi Qeybdiid, el ministre de l'interior d'Aidid, va incrementar la xifra fins a 73 morts, incloent dones i nens que es trobaven a la casa segura. L'informe de Jonathan Howe fet després de l'atac situà els morts en només 20, tots ells homes. El Comitè Internacional de la Creu Roja establí la xifra de morts en 54. Aidid no es trobava a la casa.
L'operació hauria comportat les morts de quatre periodistes – Dan Eldon, Hos Maina, Hansi Kraus and Anthony Macharia – que van ser morts per turbes de gent airades quan arribaren per cobrir l'incident que presagià la Batalla de Mogadiscio.
Alguns creuen que aquest atac americà va ser un punt d'inflexió per unificar els somalis contra els esforços dels Estats Units a Somàlia, incloent aquells que havien estat moderats o els que s'oposaven a Habar Gidir.

### La Task Force Ranger

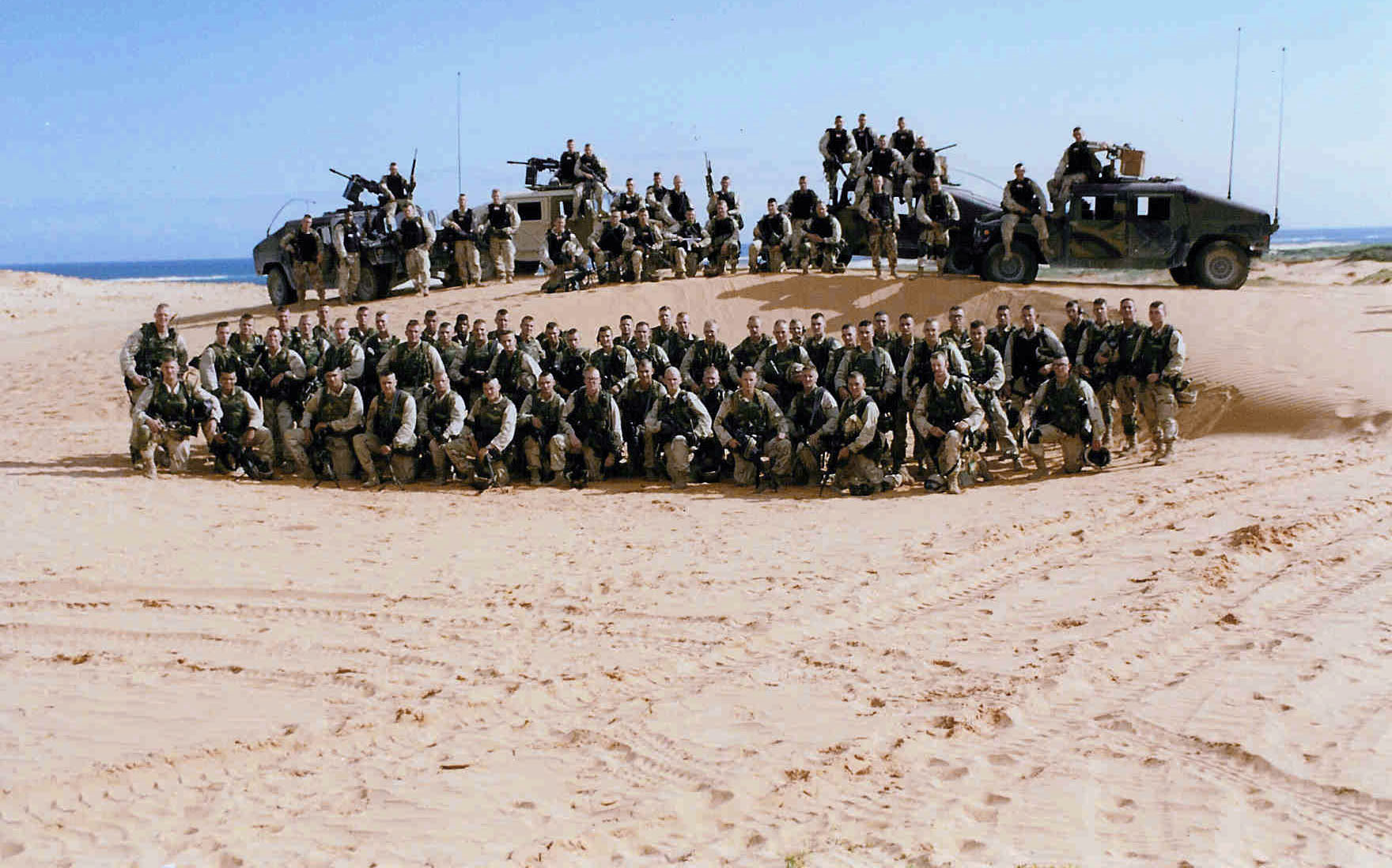
La Companyia Bravo, 3r Batalló del 75è Regiment de Rangers a Somàlia, 1993.

El 8 d'agost de 1993, la milícia d'Aidid detonà una bomba per control remot contra un vehicle militar estatunidenc, matant quatre soldats. Dues setmanes més tard, una altra bomba en ferí set més. En resposta, el President Bill Clinton aprovà la proposta per desplegar una task force especial formada per 400 Rangers i operadors de la Delta Force. Aquesta unitat, anomenada Task Force Ranger, consistia en 160 soldats d'elit estatunidencs.
El 22 d'agost, la unitat es desplegà a Somàlia sota el comandament del Major General William F. Garrison, comandant del Comandament Conjunt Especial d'Operacions (Joint Special Operations Command - JSOC) en aquells moments.
La força consistia en:
- Companyia B, 3r Batalló, 75è Regiment Rànger
- Esquadró C, 1r Destacament-Delta Operatiu de Forces Especials (1st SFOD-D)
- 16 helicòpters i personal del 160 Regiment d'Aviació d'Operacions Especials (160th SOAR), que incloïa MH-60 Black Hawks i AH/MH-6 Little Birds.
- SEALs de la Marina del Grup de Desenvolupament de Guerra Naval Especial (DEVGRU)
- Pararescatadors de la Força Aèria i Controladors de Combar del 24è Esquadró Tàctic Especial[31]

El 21 de setembre, la Task Force Ranger capturà el financer d'Aidid, Osman Ali Atto.

### El primer Black Hawk abatut
Cap a les 02:00 del 25 de setembre, els homes d'Aidid van abatre un Black Hawk de la 101a Divisió Aerotransportada mitjançant un RPG i mataren els tres membres de la tripulació a New Port, prop de Mogadiscio. Abatre l'aparell va ser una gran victòria psicològica pel SNA.

## Orde de batalla

### Estats Units i UNOSOM
Unitats participants en la batalla:
- Task Force Ranger, incloent:

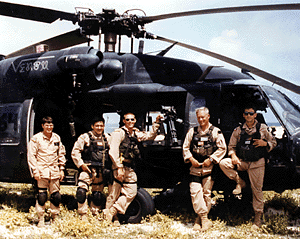
La tripulació del "Super 64" un mesa bans de la batalla de Mogadishu. D'esquerra a dreta: Winn Mahuron, Tommy Field, Bill Cleveland, Ray Frank i Mike Durant.

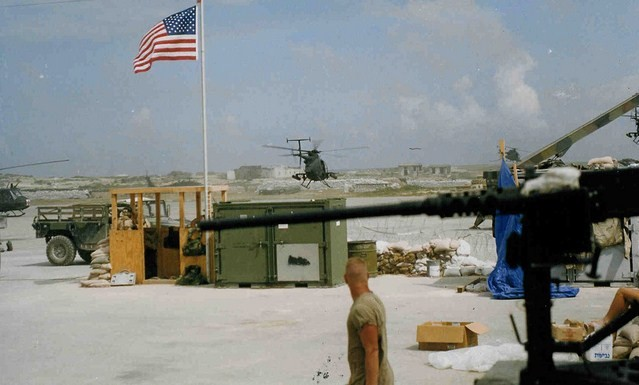
3 October Launch-Barber 52, 53 i 54

  - Esquadró C, 1r Destacament Delta de les Forces Especials (1st SFOD-D) – aka "Delta Force"[34]
  - Companyia Bravo, 3r Batalló Ranger, 75è Regiment Ranger[34]
  - 1r Batalló, 160è Regiment d'Aviació d'Operacions Especials (Paracaigudistes) (The Night Stalkers), equipats amb MH-6J i AH-6 "Little Birds" i MH-60 A/L Black Hawks[34]
  - Controladors de combat i rescat del 24è Esquadró Tàctic Especial[35]
  - SEALs de la Marina del Grup Naval de Desenvolupament Especial de Guerra (DEVGRU)
  - CVN-72 USS Abraham Lincoln & Carrier Air Wing 11[36]
- Task Force – 10a Divisió de Muntanya,[34] incloent:
  - 1r Batalló, 22è Regiment d'infanteria
  - 2n Batalló, 14è Regiment d'infanteria
  - 3a Secció, Companyia C, 1r Batalló, 87è Regiment d'infanteria[37]
  - 15è Batalló del Regiment Fronterer de l'exèrcit pakistanès[38]
  - 19è de Llancers de l'exèrcit pakistanès[38]
  - 10è Batalló del Regiment Baloch de l'exèrcit pakistanès
  - 977a Companyia de la policia militar
- Forces de les Nacions Unives
  - 19è Batalló, Reial Regiment Malàisi de l'exèrcit malàisi[39]
  - 11è Regiment Grup Gerak Khas (alguns operadors GGK col·laboraren durant el rescat de les tripulacions dels "Super 6-1")[39]
  - 7è Batalló, Regiment Fronterer de l'exèrcit pakistanès[40]

### USC/SNA

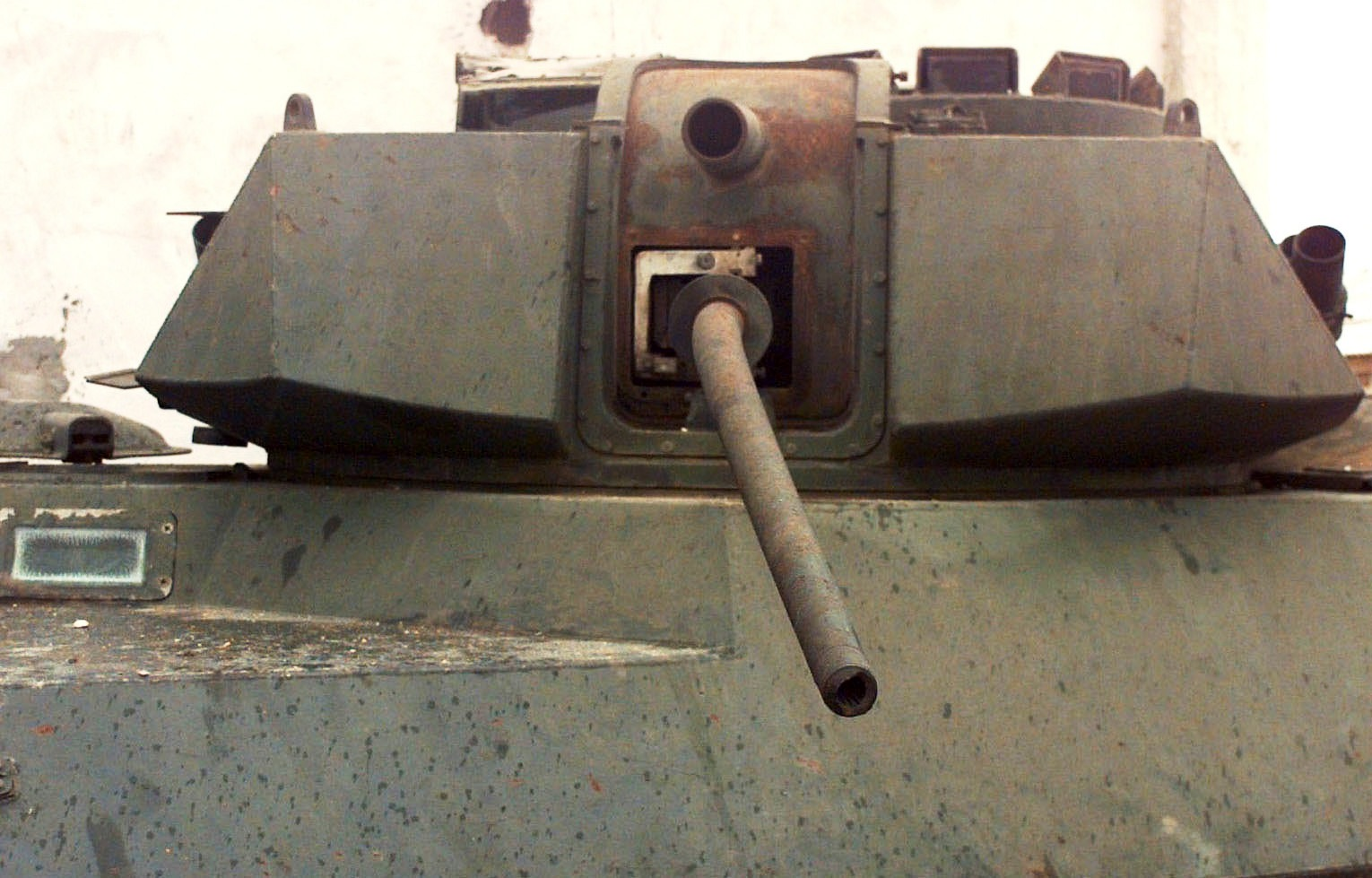
Fiat-Oto Melara Type 6616 Armored Car seized from USC/SNA leader Mohamed Farrah Aidid's weapons cantonment area.

La mida i estructura organitzativa de les forces milicianes somalis que participaren en la batalla no són conegudes en detall. En total, es creu que entre 2.000 i 4.000 membres de la facció participaren, gairebé tots dels quals membres de l'Aliança Nacional Somalí d'Aidid. Provenien principalment del clan Hawiye d'Habar Gidir, que combaté els Estats units des del 12 de juliol de 1993.
L'Aliança Nacional Somalí (SNA) es formà el 14 d'agost de 1992. Començà com el Congrés Unit Somalí (USC) sota el lideratge d'Aidid. En el moment de l'operació Gothic Serpent, la SNA va ser formada pel Moviment Patriòtic Somalí del coronel Omar Gess, el Moviment Democràtic Somaí, els clans Digil i Mirifleh combinats, els Habr Gedir del Congrés Unit Somalí encapçalat per Aidid, i el nou Moviment Nacional Somalí Meridional.
Després de la seva formació, el SNA immediatament llançà un assalt contra la milícia del clan Hawada Hawiye, que controlava l'àrea del port de Mogadishu. Com a resultat, els Hawadle Hawiye van ser expulsats de la zona, i les forces d'Aidid en prengueren el control.

## El combat

### Pla
El diumenge 3 d'octubre de 1993,la Task Force Ranger, de les forces d'operacions especials formades principalment per la Companyia Bravo del 3r Batalló del 75è Regiment de Rangers, el 1r Destacament-Delta Operatiu de Forces Especials (més conegut com a "Força Delta"), i el 160è Regiment d'Aviació d'Operacions Especials ("The Night Stalkers"), intentant capturar Omar Salad Elmi, el ministre d'exteriors d'Aidid i el seu màxim conseller polític, Mohamed Hassan Awale.

Mapa dels llocs claus a Mogadiscio Durant la batalla.

El pla era que la Força Delta assaltés l'edifici objectiu (fent servir helicòpters MH-6 Little Bird) i assegurarien els objectius dins de l'edifici mentre quatre escamots Rangers (sota el comandament del CPT Michael D. Steele) es despenjarien d'helicòpters MH-60L Black Hawk. Els Rangers crearien un perímetre defensiu a les quatre cantonades al voltant de l'edifici mentre que una columna de nou 9 HMMWVs i tres camions M939 de 5 tones (comandats pel LTC Danny McKnight) arribarien a l'edifici per recollir tot el grup d'assalt i els seus presoners de tornada a la base. S'estimà que tota l'operació no duraria més de 30 minuts.
Se suposava que el comboi d'extracció terrestre arribés fins als objectius captius pocs minuts després de l'inici de l'operació; però va caure en retard. Els ciutadans somalis i les milícies locals formaren barricades pels carrers de Mogadiscio mitjançant pedres, runes, escombraries i pneumàtics en flames, bloquejant el comboi fins als Rangers i els seus captius. Els milicians d'Aidid cridaven mitjançant megàfons: "Kasoobaxa guryaha oo iska celsa cadowga!" ("Sortiu i defenseu les vostres llars!").

### L'atac
A les 13:50, els analistes de la Task Force Ranger van rebre d'intel·ligència la localització de Salad.
A les 15:42, els Little Birds que portaven la Força Delta arribaren a l'objectiu, l'onada de pols era tan dolenta que un es va veure obligat a donar voltes i a aterrar fora de la posició. A continuació, els dos Black Hawks que portaven el segon equip Delta arribaren a lloc i descendiren els seus equips, mentre que quatre escamots Rangers es preparaven per baixar amb cordes a les quatre cantonades al voltant de l'edifici objectiu. L'Escamot Quatre, transportat pel Black Hawk de nom clau "Super 67", pilotat pel CW3 Jeff Niklaus, accidentalment es va situar un bloc al nord del punt previst. Declinant l'oferiment del pilot per moure's a causa del temps que trigarien a fer-ho, deixant l'helicòpter massa exposat, l'Escamot Quatre intentà traslladar-se fins a la posició prevista, però l'intens foc de terra evità que ho fessin.
El comboi de terra arribà deu minuts més tard, prop de l'Hotel Olympic, i esperà que els Delta i els Rangers completessin la seva missió (edifici objectiu).
Durant els primers moments de l'operació, el PFC Ranger Todd Blackburn, de l'Escamot Quatre, va caure mentre que es despenjava amb una corda des del seu Black Hawk Super 67 a uns 70 peus (21 m) sobre els carrers. Blackburn patí una ferida al cap i al clatell i requerí ser evacuat a la columna de 3 Humvees del SGT Jeff Struecker. Mentre que portaven el PFC Todd Blackburn cap a la base, el SGT Dominick Pilla, assignat al Humvee del SGT Struecker, va caure mort a l'instant quan li entrà una bala al cap. Quan la columna del SGT Struecker arribà a la base i a la seguretat, tots tres vehicles estaven plens de forats de bala i de fum.

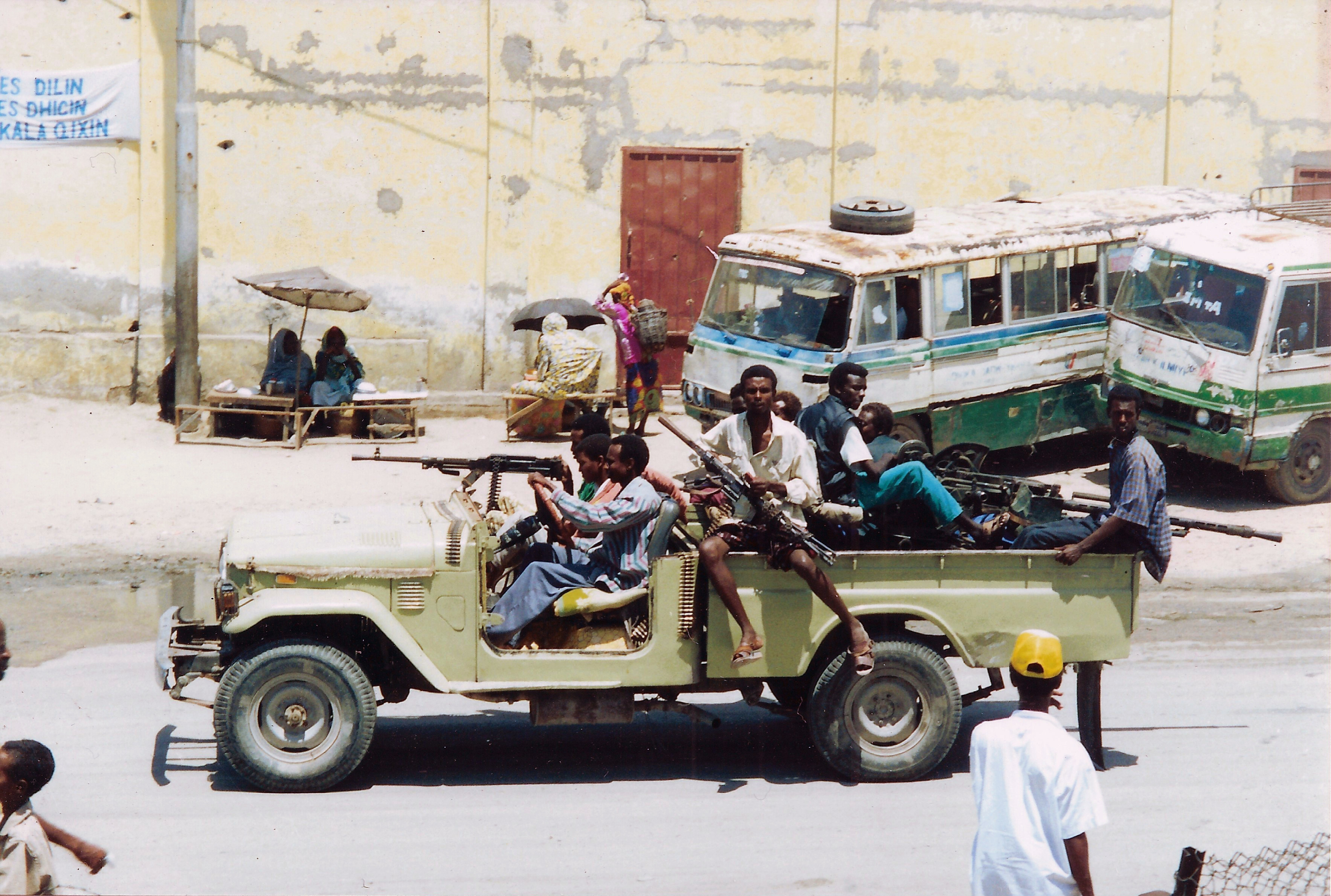
Un improvisat vehicle de combat a Mogadiscio

Al voltant de les 16:20, un dels helicòptes Black Hawk, nom en clau Super 61, pilotat pel CW3 Cliff "Elvis" Wolcott i pel CW3 Donovan Briley, va ser abatut per un RPG. Ambdós pilots van resultar morts en estavellar-se l'aparell i dos dels caps de tripulació van quedar molt malferits. El SSG Daniel Busch i el SGT Jim Smith, ambdós franctiradors Delta, van sobreviure i van començar a defensar el lloc.
Un MH-6, nom en clau Star 41, i pilotat pel CW3 Karl Maier i el CW5 Keith Jones, aterrà a la vora i Jones abandonà l'helicòpter per portar Busch a la seguretat del Helo, mentre que Maier donava foc de cobertura des de la posició del copilot del Little Bird, negant-se a obeir l'orde d'elevar-se mentre que el seu co-pilot no estava al Bird. Gairebé disparà el LT DiTomosso del Chalk One que arribava amb els Ranger i els Delta per assegurar el lloc. Jones i Mairer evacuaren el SSG Busch i el SGT Smith, tot i que el SSG Busch va morir posteriorment a causa de les seves ferides, car havia estat disparat en quatre ocasions mentre defensava el lloc.
Un equip de Recerca i Rescat en Combat (Combat Search and Rescue - CSAR), encapçalats pel paracaigudista de la Força Aèria TSgt Scott Fales, va poder despenjar-se fins al lloc on el Super 61 s'havia estavellat malgrat un RPG impactà i esguerrà l'helicòpter, el Super 68, pilotat pel CW3 Dan Jollota. Malgrat els danys, el Super 68 aconseguí tornar a la base. L'equip CSAR trobà ambdós pilots morts i dos ferits dins de l'helicòpter. Sota un foc intens, l'equip va moure el ferit fins a un punt de recollida proper, on havien construït un refugi improvisat usant plaques de blindatge Kevlar extretes de les restes del Super 61.
Va haver certa confusió entre el comboi terrestre i l'equip d'assalt. Tant l'equip d'assalt com el comboi de terra van esperar 20 minuts per rebre les seves ordres per moure's. Ambdues unitats tenien la impressió errònia que eren els primers contactats per l'altre. Durant l'espera, un segon helicòpter Black Hawk, nom clau Super 64 i pilotat pel CW3 Michael Durant, va ser abatut per un RPG-7 vers les 16:40.

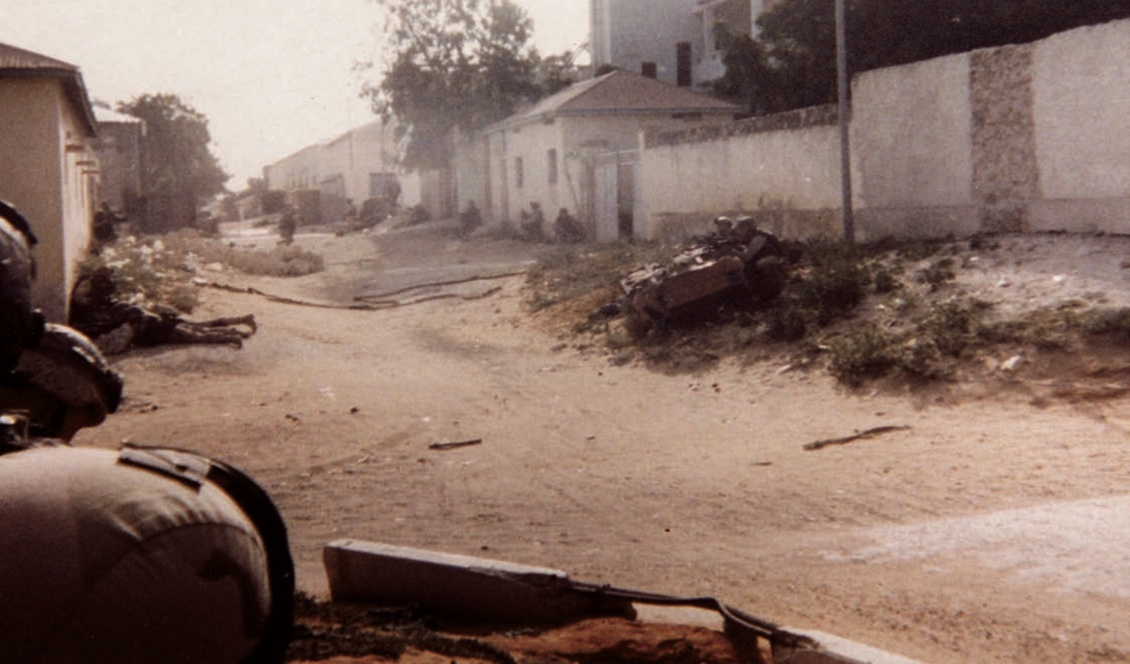
L'única foto presa el 3 d'octubre de 1993; mostra els Rangers prop de l'Edifici Objectiu

La major part de l'equip d'assalt va anar al lloc on s'havia estavellat el primer helicòpter per a una operació de rescat. En arribar al lloc, uns 90 Rangers i operadors de la Força Delta es trobaren sota un intens tiroteig. Malgrat el suport aeri, l'equip d'assalt quedà efectivament atrapada de nit. Amb un nombre de ferits cada vegada major necessitant refugi, ocuparen diverses cases de la rodalia i confinaren els seus ocupants durant la duració de la batalla. Fora, una forta brisa va agitar fins a encegar núvols marrons de pols.
Allà on s'havia estavellat el segon helicòpter, el MSG Gary Gordon i el SFC Randy Shughart, van ser portats pel Black Hawk Super 62 – pilotat pel CW3 Mike Goffena. Les seves dues peticions per ser deixats a terra van ser denegades, però finalment van rebre el permís en demanar-ho per tercera vegada. Van causar moltes baixes entre la munió de somalis que s'apropaven. El Super 62 havia mantingut el seu foc de cobertura pel MSG Gordon i el SFC Shughart, però un RPG colpejà el Super 62. Malgrat els danys, el Super 62 aconseguí tornar a New Port segur. Quan el MSG Gordon va caure mort, el SFC Shughart agafà el CAR-15 de Gordon i se'l donà al pilot del Super 64, el CW3 Michael Durant. El SFC Shughart tornà al voltant del morro de l'helicòpter i va mantenir la gent allunyada deu minuts més abans de resultar mort ell també. Els somalis llavors van arribar fins al lloc, però deixaren viu a Durant. Va ser colpejat gairebé fins a la mort, però va ser salvat quan membres de la milícia d'Aidid arribà per prendre'l com a presoner. Per les seves accions, el MSG Gordon i el SFC Shughart van ser condecorats amb la Medalla d'Honor a títol pòstum, les primeres atorgades des de la Guerra del Vietnam.
Els somalis realitzaren repetits intents per reunir una gran força i superar les posicions estatunidenques en una sèrie de tiroteigs prop del lloc on havia caigut el primer helicòpter, però van ser neutralitzats per l'agressiu foc de les armes petites i per les carreres metrallant i els atacs amb coets dels helicòpters AH-6J Little Bird del Nightstalkers, l'única unitat aèria equipada i entrenada pel combat nocturn.
Un comboi de relleu amb elements de la Task Force 2-14 infanteria, 10a Divisió de Muntanya, acompanyats de forces malàisies i pakistaneses de les Nacions Unides, arribaren al lloc on havia caigut el primer helicòpter vers a les 02:00. Abans de llançar l'operació, el comandament estatunidenc no havien arranjat cap pla de contingència o coordinació amb les forces de les Nacions Unides; conseqüentment, el rescat de les tropes estatunidenques assetjades va ser significativament complicat i retardat. Decidit a protegir tots els membres del comboi de rescat, el general Garrison es va assegurar que el comboi seria superior en forces. Quan el comboi finalment penetrà a la ciutat, consistia en més de 100 vehicles de les Nacions Unides incloent Condor APCs de les alemanys forces malàisies, quatre tancs M48s pakistanesos, Humvees estatunidencs i diversos camions M939 de 5 tones. Aquesta columna de dos milles de longitud tenia el suport de diversos helicòpters d'assalt Black Hawks i Cobra, estacionats amb la 10a divisió de muntanya. Mentrestant, els Little Birds de la Task Force Ranger continuaren la defensa de la tripulació i els rescatadors del Super 61 abatut. La força d'assalt estatunidenca sustained heavy baixes, incloent diversos morts, i un soldat malaisi va morir quan un RPG impactà el seu Condor. Set soldats malaisis i dos pakistanesos van resultar ferits.

### La milla de Mogadiscio

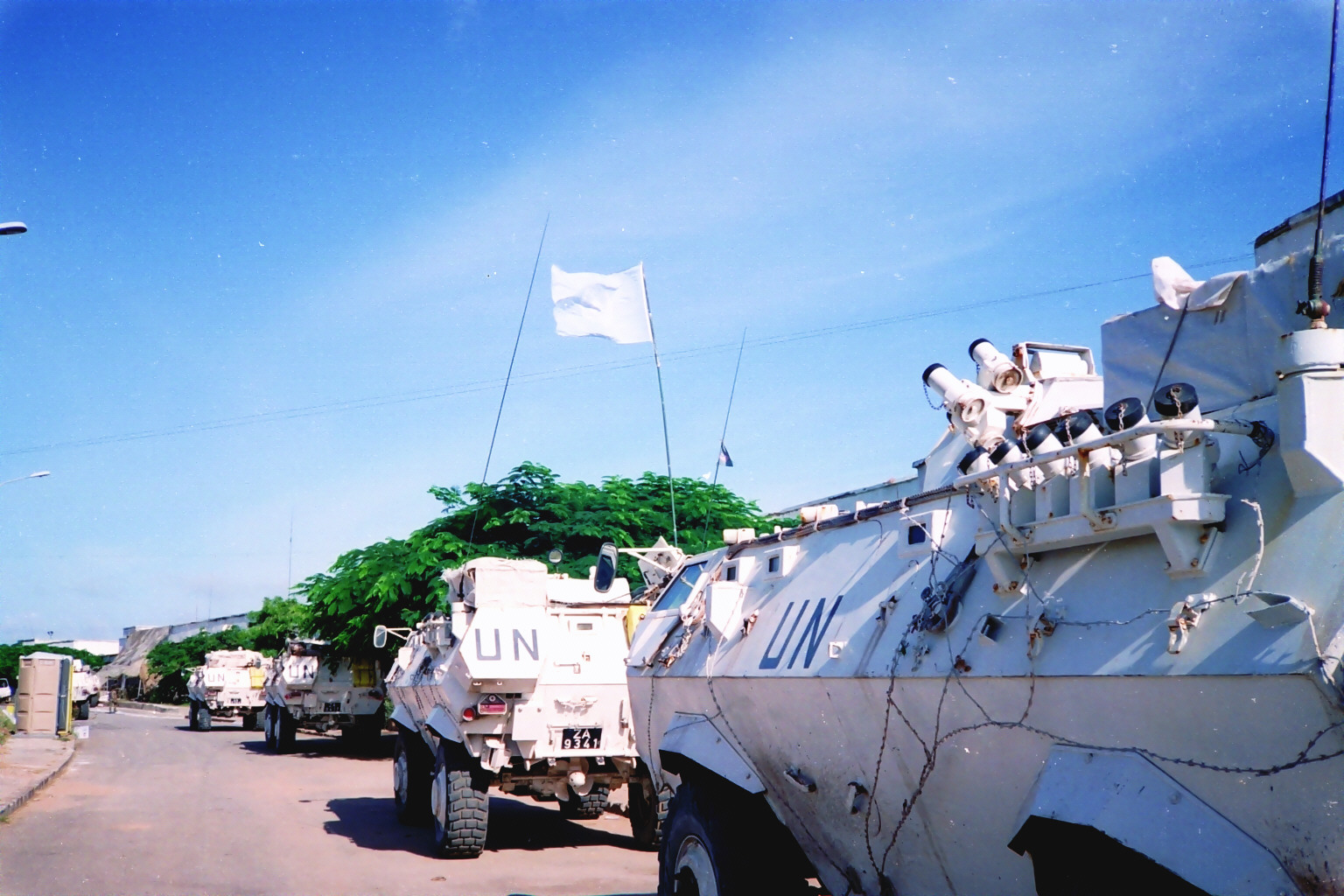
Unitats malàisies de les Forces de Pau de les Nacions Unides en transports blindats Condor (APC) prop del recinte universitari.

La batalla va acabar a les 06:30 del diumenge 4 d'octubre. Les forces estatunidenques van ser finalment evacuades a la base de les Nacions Unides pel comboi cuirassat. Mentre abandonaven el lloc del sinistre, un grup de Rangers i Delta encapçalats pel SSG. John R. Dycus s'adonaren que no havia espai per a ells al vehicle i van haver d'abandonar la ciutat a peu fins a un punt de trobada a National Street. Aquest fet s'ha conegut com la "Milla de Mogadiscio". Els estatunidencs patiren una baixa durant la milla, el Sgt. Randal J. Ramaglia, que va ser ferit per una bala a l'esquena, tot i que va poder ser evacuat.
En total, 18 soldats estatunidencs van resultar morts durant la batalla i 73 més van ser ferits en acció. Les tropes malàisies van perdre un soldat i set més van ser ferits, mentre que els paquistanesos van tenir dos ferits. Les baixes somalis van ser molt altes, amb estimacions que oscil·len entre 315 a 2000 morts. Les baixes somalis eren una barreja de milicians i civils. Els civils somalis patiren moltes baixes a causa del dens caràcter urbà d'aquella part de la ciutat. Dos dies després, un projectil de morter caigué a la base estatunidenca, matant el SFC Matt Rierson i ferit dotze més. Un equip en missió especial tingué dos ferits, Boxerman i James el 6 d'octubre.
Dues setmanes després de la batalla, el general Garrison acceptà oficialment la responsabilitat. En una carta manuscrita al President Clinton, Garrison assumí tota la responsabilitat del resultat de la batalla. Va escriure que la Task Force Range tenia informes d'intel·ligència adequats per a la missió i que el seu objectiu (capturar objectius a l'Olympic Hotel) s'havia acomplert.

## Després de la batalla

### Baixes reconegudes

#### Recuperació dels cadàvers
Després de la batalla, els cadàvers de diverses de les baixes estatunidenques (la tripulació del Black Hawk Super 64 i els seus defensors, els membres de la Delta Force MSG Gordon i SFC Shughart) van ser arrossegats pels carrers de Mogadiscio per civils i per membres de les SNA. Mitjançant negociacions i amenaces als caps del clan Habr Gidr fetes per l'ambaixador Robert B. Oakley, es van aconseguir recuperar tots els cadàvers, tot i que en molt mal estat. Michael Durant va ser alliberat després d'onze dies de captiveri. A la platja propera a la base, s'instal·là un memorial en honor d'aquells que havien mort en combat.

#### Pakistan

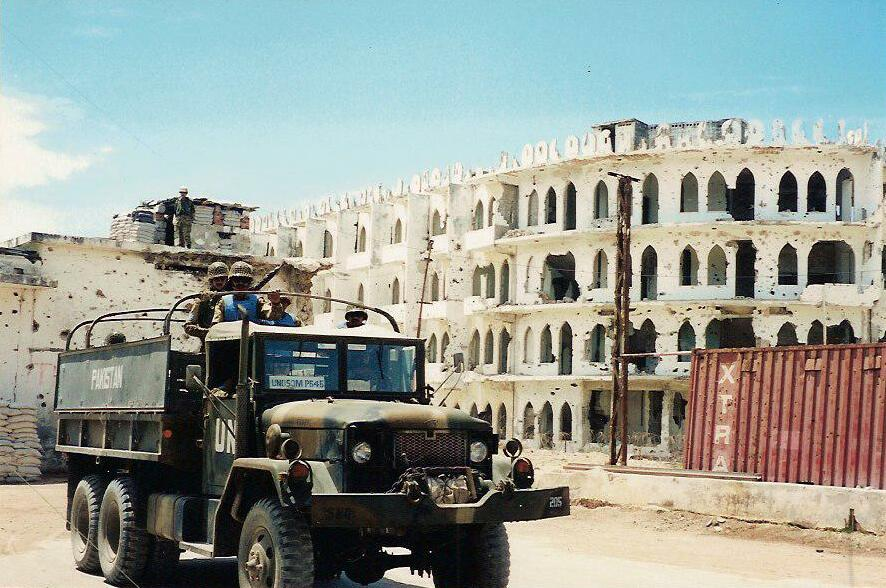
Comboi armat pakistanès UNOSOM patrullant.

Un soldat pakistanès va ser mort i dos més van resultar ferits.

#### Malàisia
El caporal Mat Aznan Awang, conductor d'un transport cuirassat de personal Condor, va ser mort quan el seu vehicle va rebre l'impacte d'un RPG el 3 d'octubre. Va ser pòstumament promogut a caporal de 1a, i condecorat amb la medalla Seri Pahlawan Gagah Perkasa (Guerrer de Valor Extrem).

#### Somàlia
L'ambaixador Robert B. Oakley, el representant especial a Somàlia, afirmà que «La meva estimació personal és que van haver entre 1.500 i 2.000 somalis morts i ferits aquell dia, perquè la batalla va ser una autèntica batalla. I els americans i aquells que van anar a rescatar-los, van ser disparats des de totes bandes... una batalla deliberada, si ho vol així, per part dels somalis. I dones i nens van ser emprats com a escuts i en alguns casos fins i tot dones i nens disparaven armes, i venien de tots costats. Una mena de conilleres, cases, i carrers que giren i giren, de manera que aquells que intentaven defensar-se estaven disparant en totes direccions. Les metralladores dels helicòpters eren emprades com una mena d'arma automàtica al terra per les tropes dels Estats Units i de les Nacions Unides. Els somalis feien servir fusells automàtics i llançagranades, i era un combat dur, tan intens com qualsevol altra batalla.»
Les estimacions són que van haver entre 800 i 1.000 insurgents somalis morts, i potser 4.000 més ferits. Els milicians somalis, però, afirmaren haver tingut un nombre molt més petit de baixes. El propi Aidid reconegué haver tingut només 315 morts (civils i milicians) i 812 ferits. El capità Haad, en una entrevista a la televisió pública estatunidenca, va dir que només 133 membres de la milícia del SNA van resultar morts.

#### Estats Units
| Nom                                                                                    | Edat                                                            | Acció                                                                                 | Medalla                                                                                              |
| Operadors del 1r Destacament Operatiu de Forces Especials-Delta                        | Operadors del 1r Destacament Operatiu de Forces Especials-Delta | Operadors del 1r Destacament Operatiu de Forces Especials-Delta                       | Operadors del 1r Destacament Operatiu de Forces Especials-Delta                                      |
| -------------------------------------------------------------------------------------- | --------------------------------------------------------------- | ------------------------------------------------------------------------------------- | --- |
| MSG Gary Ivan Gordon                                                                   | 33                                                              | Mort defensant la tripulació del Super Six-Four                                       | Medalla d'Honor, Cor Porpra                                                                          |
| SFC Randy Shughart                                                                     | 35                                                              | Mort defensant la tripulació del Super Six-Four                                       | Medalla d'Honor, Cor Porpra                                                                          |
| SSG Daniel D. Busch                                                                    | 25                                                              | Estavellat en el Super Six-One, mortalment ferit defensant la tripulació abatuda      | Estrella de Plata, Cor Porpra                                                                        |
| SFC Earl Robert Fillmore, Jr.                                                          | 28                                                              | Mort mentre que es traslladava al lloc on el primer helicòpter s'havia estavellat     | Estrella de Plata, Cor Porpra                                                                        |
| MSG Timothy "Griz" Lynn Martin                                                         | 38                                                              | Mortament ferit per un RPG en el Comboi Perdut, mort en ruta a un hospital a Alemanya | Estrella de Plata, Cor Porpra.                                                                       |
| Soldats del 3r Batalló Ranger, 75è Regiment Ranger                                     |                                                                 |                                                                                       | |
| CPL James "Jamie" E. Smith                                                             | 21                                                              | Mort al voltant del lloc del primer impacte                                           | Estrella de Bronze amb Distinctiu al Valor i Fulla de Roure, Cor Porpra                              |
| SPC James M. Cavaco                                                                    | 26                                                              | Mort en el Comboi Perdut                                                              | Estrella de Bronze amb Distintiu al Valor, Cor Porpra                                                |
| SGT James Casey Joyce                                                                  | 24                                                              | Mort en el Comboi Perdut                                                              | Estrella de Bronze amb Distintiu al Valor, Cor Porpra                                                |
| CPL Richard "Alphabet" W. Kowalewski, Jr.                                              | 20                                                              | Mort en el Comboi perdut per un RPG                                                   | Estrella de Bronze amb Distinctiu al Valor, Cor Porpra                                               |
| SGT Dominick M. Pilla                                                                  | 21                                                              | Mort en el comboi de Struecker                                                        | Estrella de Bronze amb Distinctiu al Valor, Cor Porpra                                               |
| SGT Lorenzo M. Ruiz                                                                    | 27                                                              | Mortament ferit en el Comboi Perdut, mort en ruta a un hospital a Alemanya            | Estrella de Bronze amb Distinctiu al Valor, Cor Porpra                                               |
| Pilots i Tripulació del 160è Regiment d'Aviació d'Operacions Especials                 |                                                                 |                                                                                       | |
| SSG William "Wild Bill" David Cleveland, Jr.                                           | 34                                                              | Tripulant en cal del Super Six-Four, mort                                             | Estrella de Plata, Estrella de Bronze, Medalla de l'Aire amb Distinctiu al Valor, Cor Porpra         |
| SSG Thomas "Tommie" J. Field                                                           | 25                                                              | Tripulant en cal del Super Six-Four, mort                                             | Estrella de Plata, Estrella de Bronze, Medalla de l'Aire amb Distinctiu al Valor, Cor Porpra         |
| CW4 Raymond "Ironman" A. Frank                                                         | 45                                                              | Super Six-FourPlantilla:'s copilot, mort                                              | Estrella de Plata, Medalla de l'Aire amb Distinctiu al Valor, Cor Porpra                             |
| CW3 Clifton "Elvis" P. Wolcott                                                         | 36                                                              | pilot Super Six-One, mort en estabellar-se                                            | Creu dels Vols Distingits, Estrella de Bronze, Medalla de l'Aire amb Distinctiu al Valor, Cor Porpra |
| CW3 Donovan "Bull" Briley                                                              | 33                                                              | Copilot del Super Six-One, mort en estabellar-se                                      | Creu dels Vols Distingits, Estrella de Bronze, Medalla de l'Aire amb Distinctiu al Valor, Cor Porpra |
| Soldats del 2n Batalló, 14è Regiment d'Infanteria, 2a Brigada, 10a Divisió de Muntanya |                                                                 |                                                                                       | |
| SGT Cornell Lemont Houston, Sr.                                                        | 31                                                              | Mort en el rescat de comboi                                                           | Estrella de Bronze amb Distinctiu al Valor, Medalla de Fleury, Cor Porpra                            |
| PFC James Henry Martin, Jr.                                                            | 23                                                              | Mort en el rescat de comboi                                                           | Cor Porpra                                                                                           |

#### Malàisia
| Nom                                                                 | Edat                                                                | Action                                                              | Medalla                                                             |
| Soldat del 19è Batalló, Reial Regiment Malaisi de l'Exèrcit Malàisi | Soldat del 19è Batalló, Reial Regiment Malaisi de l'Exèrcit Malàisi | Soldat del 19è Batalló, Reial Regiment Malaisi de l'Exèrcit Malàisi | Soldat del 19è Batalló, Reial Regiment Malaisi de l'Exèrcit Malàisi |
| ------------------------------------------------------------------- | ------------------------------------------------------------------- | ------------------------------------------------------------------- | ------------------------------------------------------------------- |
| Caporal Mat Aznan Awang                                             | 18                                                                  | Mort quan el seu vehicle va rebre l'impacte d'un RPG el 3 d'octubre | Seri Pahlawan Gagah Perkasa                                         |

### Fracàs militar

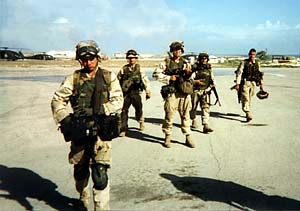
Chalk Four Ranger returns to base after a mission in Somalia, 1993.

En una sessió de revisió de la política de seguretat nacional celebrada a la Casa Blanca el 6 d'octubre de 1993, el President Bill Clinton ordenà al President de la Junta de Caps de l'Estat Major, almirall David E. Jeremiah, que s'aturessin totes les accions de les tropes estatunidenques contra Aidid, llevat d'aquelles que fossin d'autodefensa. Confirmà al càrrec l'ambaixador Robert B. Oakley com a enviat especial a Somàlia en un intent de gestionar un acord de pau i anuncià que totes les tropes estatunidenques es retirarien de Somàlia com a màxim el 31 de març de 1994. El 15 de desembre de 1993, el Secretari de Defensa Les Aspin va renunciar, assumint la culpa per la seva decisió de rebutjar les peticions de tancs i vehicles cuirassats en suport de la missió. Alguns centenars de marines van quedar-se per ajudar en qualsevol evacuació que pogués tenir lloc dels més de 1.000 estatunidencs civils i militars, quedant com a part de la missió estatunidenca d'enllaç.
El batalló preparat de la 24a divisió d'infanteria, 1-64 Cuirassat, va ser enviat des de Fort Stewart, Geòrgia, a Mogadiscio per tal de donar suport cuirassat a les forces estatunidenques. El 16 de desembre de 1993, el President Clinton aprovà la Joint Task Force United Shield i posada en marxa el 14 de gener de 1994. El 7 de febrer de 1994, la flota arribà i començà la retirada de les forces d'UNOSOM II. El Consell de Seguretat de les Nacions Unides aprovà la Resolució 897, que redesplegava actius militars per cobrir la retirada de les tropes de Nacions Unides des de Somàlia. El 6 de març de 1994, totes les tropes de Nacions Unides van ser retirades de Somàlia, posant punt final a UNOSOM II. El 24 d'abril, Boutros-Ghali va admetre la derrota i declara que la missió de Nacions Unides havia finalitzat.

### Canvis polítics i implicacions polítiques

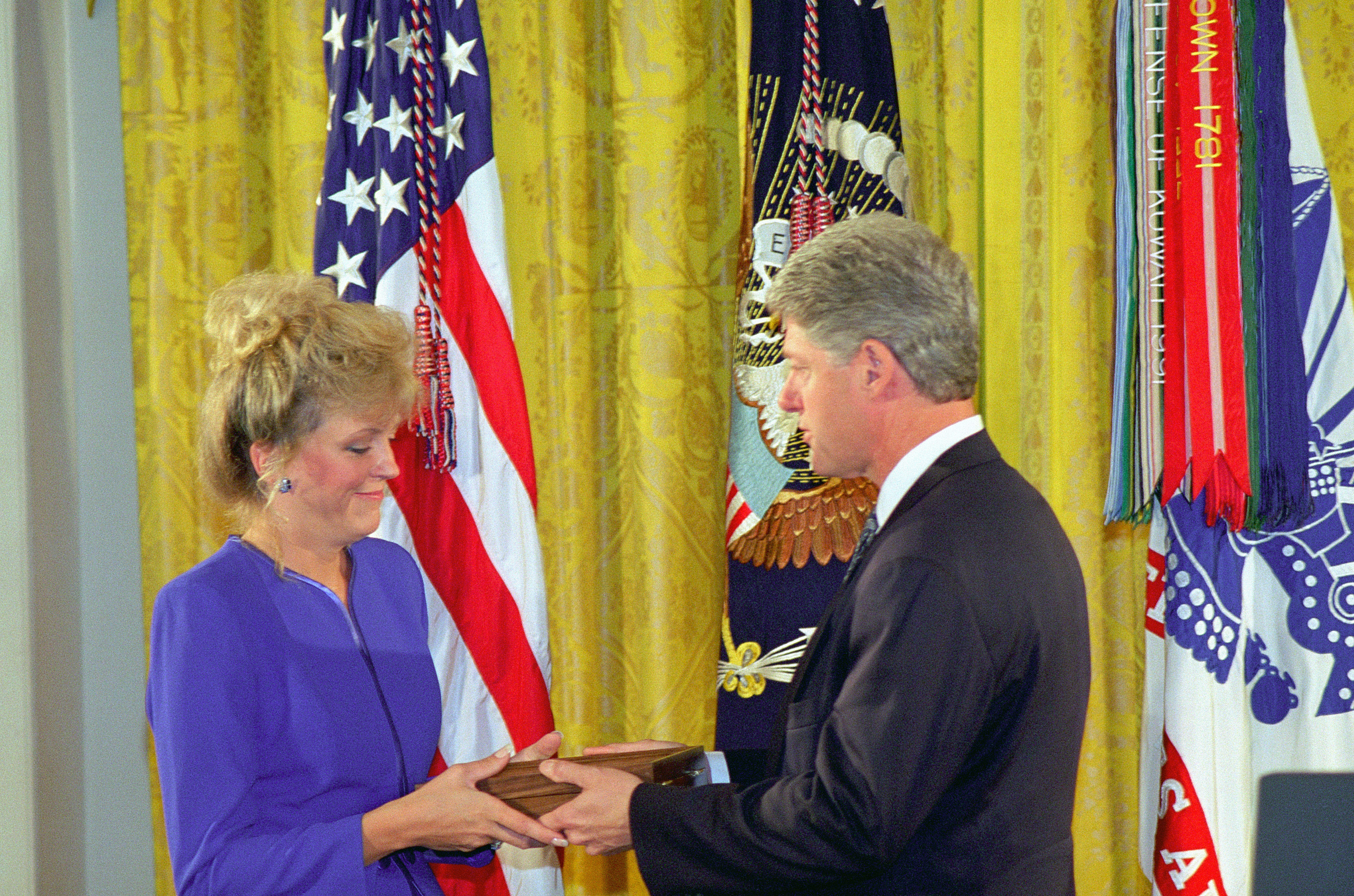
El President dels Estats Units Bill Clinton presentant la Medalla d'Honor a la vídua del Master Sergeant Gary I. Gordon, qui serví com a Cap de l'Equip de Franctiradors al Comandament d'Operacions Especials de l'Exèrcit amb la Task Force Ranger a Mogadishu.

La missió a Somalia ha estat considerada per molts com un fracàs. L'administració Clinton en particular va rebre moltes crítiques pel resultat de l'operació. Els principals elements de crítica eren sobre la decisió de l'administració d'abandonar la regió abans de completar l'operació humanitària i assegurar els objectius, així com pel fracàs en reconèixer l'amenaça d'elements d'Al-Qaida presents a la regió, així com per l'amenaça contra els objectius de seguretat estatunidenca al territori nacional. Els crítics afirmen que Osama bin Laden i altres membres d'Al-Qaida donaren suport i entrenament a les forces de Mohammed Farrah Aidid. Ossama bin Laden fins i tot denigrà la decisió de l'administració per la marxa prematura afirmant que mostrava la «feblesa, debilitat i covardia del soldat estatunidenc».
La pèrdua del personal militar americà duran l'operació evocà el dolor públic: les imatges de televisió dels cadàvers de soldats sent arrossegats pels carrers pels somalis eren massa gràfiques per a l'opinió pública estatunidenca. L'administració Clinton respongué disminuint els esforços humanitaris a la regió.
El 26 de setembre de 2006, en una entrevista per a Fox News amb Chris Wallace, l'ex-President Bill Clinton donà la seva versió dels fets al voltant de Somalia. Clinton defensà la seva estratègia de sortida de les tropes estatunidenques i negà que la marxa fos prematura. Va que els Republicans conservadors l'havien empès a abandonar la regió abans que els objectius de l'operació s'haguessin pogut assolir: «... [els Republicans conservadors] estaven tots intentant fer-me retirar de Somalia el 1993 l'endemà que estiguéssim involucrats en el "Black Hawk down", i em vaig negar a fer-ho i ens vam quedar sis mesos fins que vam tenir una ordre de trasllat de les Nacions Unides.»
Les afirmacions de Clinton suggeririen que els Estats Units no estaven dissuadits de perseguir els seus objectius humanitaris a causa de la pèrdua de forces estatunidenques durant la caiguda del Black Hawk. A la mateixa entrevista afirmà que, en aquells moments, ningú no pensava en que Osama bin Laden i Al-Qaida tinguessin res a veure amb els fets del Black Hawk. Va dir que la missió era estrictament humanitària.
El temor a una repetició dels fets de Somalia van bloquejar la política estatunidenca en els anys subseqüents, amb molts comentadors identificant les gràfiques conseqüències de la batalla de Mogadishu com el motiu clau darrere del fet que els Estats Units no intervinguessin en conflictes posteriors com el Genocidi de Rwanda de 1994. D'acord amb l'ex-enviat especial a Somàlia, Walter Clarke, «Els fantasmes de Somalia perseguí la política estatunidenca. La nostra manca de resposta a Ruanda va ser el temor de veure'ns enmig de quelcom com a Somalia de nou». De la mateixa manera, durant la Guerra de Iraq quan quatre mercenaris estatunidencs van ser morts a la ciutat de Fallujah, quan van ser arrossegats pels carrers i desmembrats per la multitud, els mitjans estatunidencs compararen directament la primera batalla de Fallujah amb la batalla de Modadishu.

### Lligams amb Al-Qaeda
Hi ha hagut afirmacions que l'organització Al-Qaeda d'Osama bin Laden va participar en l'entrenament i en el pagament dels homes d'Aidid. En el seu llibre del 2001 Holy War, Inc., el periodista de la CNN Peter Bergen entrevistà a bin Laden qui confirmà aquestes afirmacions. D'acord amb Bergen, bin Laden afirmà que combatents afiliats al seu grup havien participat en matar tropes estatunidenques a Somàlia el 1993, una afirmació que ja havia fet al diari àrab Al-Quds Al-Arabi. Es rumoreja que entre els combatents d'Al-Qaeda a Somàlia estava el cap militar de l'organització, Mohammed Atef, posteriorment mort per les tropes estatunidenques a l'Afganistan. Un altre membre d'Al-Qaeda present a la batalla va ser Zachariah al-Tunisi, qui afirmà haver disparat un RPG que va abatre un dels helicòpters Black Hawk; i que posteriorment va ser mort en un atac aèri a Afganistan el novembre de 2001.
Els homes d'Aidi van rebre alguna guia experta per abatre helicòpters provinent de soldats fonamentalistes islàmics, segurament d'Al-Qaeda, que tenien experiència en lluitar contra els helicòpters soviètics durant la guerra soviètico-afgana.
Quatre anys i mig després de la batalla de Mogadishu, en una entrevista al maig de 1998, bin Laden disparà la retirada de les tropes estatunidenques de Somàlia. Negà haver orquestrat l'atac contra els soldats estatunidencs a Mogadishu, però expressà la seva satisfacció per les seves morts en combat contra els combatents somalis.
El 2011 en una entrevista, Moktar Ali Zubeyr, cap del grup militant islamista somali Al-Shabaab, afirmà que tres caps d'al Qaeda estaven presents durant la batalla de Mogadishu. Zubeyr nomenà Yusef al-Ayeri, Saif al-Adel, i Sheikh Abu al Hasan al Sa'idi com els que havien proveït ajut mitjançant entrenament o participant ells mateixos a la batalla.

## Narracions publicades

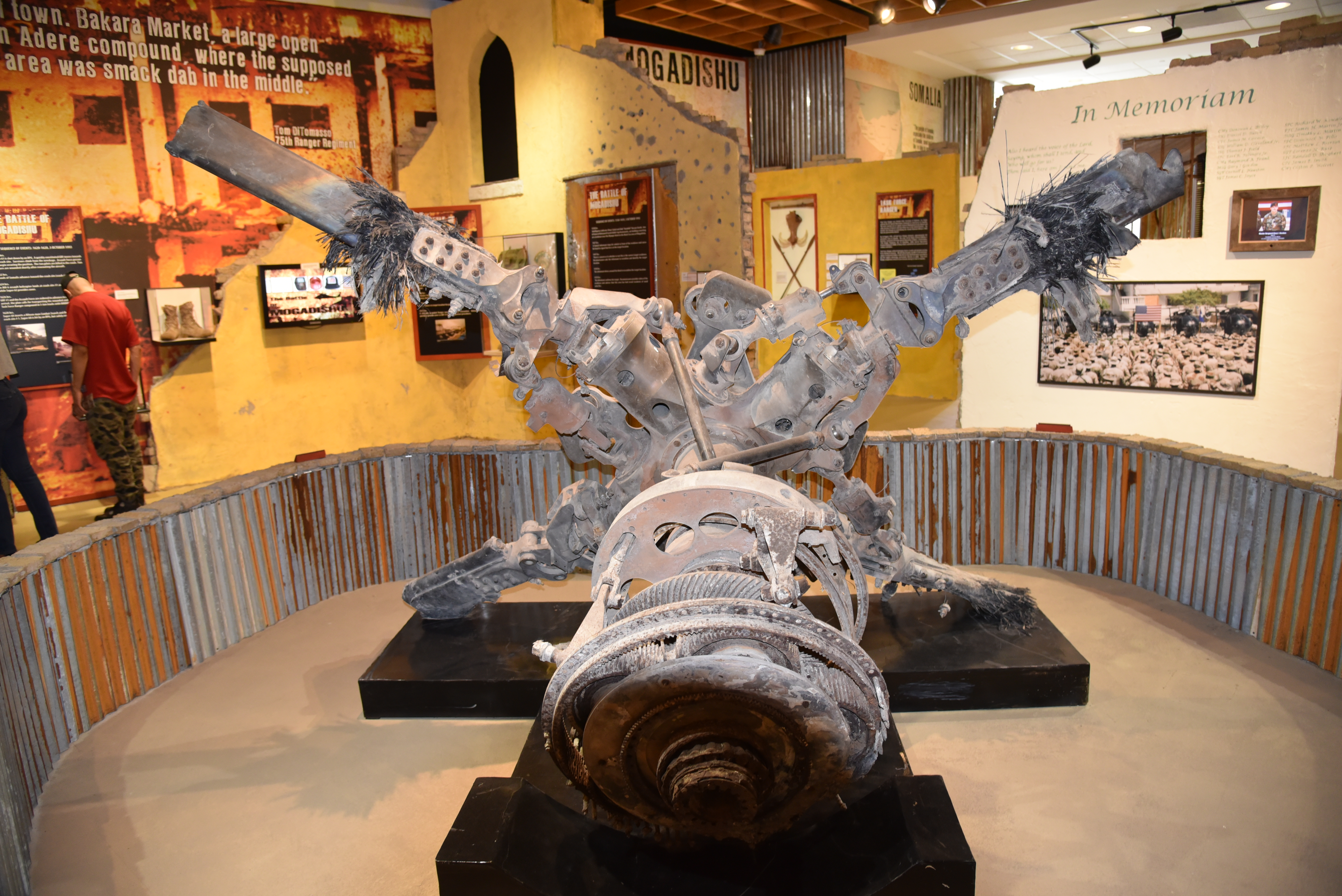
Restes d'un dels helicòpters

El 1999, l'escriptor Mark Bowden publicà el llibre Black Hawk Down: A Story of Modern War, on explica els fets que envoltare la batalla. El llibre es basà en la seva sèrie de columnes a The Philadelphia Inquirer sobre la batalla i els homes que hi lluitaren.
El pilot de Black Hawk Michael Durant narrà la seva història d'haver estat abatut i capturat per una colla de somalis en el seu llibre In the Company of Heroes (2003).
El 2005, l'Staff Sergeant Matthew Eversmann, un ranger i cap del Chalk Four durant la batalla, compilà diverses narracions a un llibre anomenat The Battle of Mogadishu.
El 2008 el tinent general William G. "Jerry" Boykin, anteriorment comandant de la Delta Force i Vice-sots-secretari de Defensa per Intel·ligència va incloure una secció de la seva narració de la batalla al seu llibre "Never Surrender: A Soldier's Journey to the Crossroads of Faith and Freedom".
El 2011, el Staff Sergeant Keni Thomas, un Ranger narrà la seva experiència de combat a"Get It On!: What It Means to Lead the Way."
Howard E. Wasdin, de l'"Equip SEAL Sis" inclou una part sobre la seva estada a Mogadishu incloent la casa franca de la CIA "Pasha" i múltiples operacions incloent la batalla de Mogadishu, on va ser greument ferit.
El 2013, el tinent coronel Michael Whetstone, comandant de la Companyia Charlie 2-14 d'Infanteria publicà les seves memòries de l'operació de rescat de ka Task Force Ranger al seu llibre Madness in Mogadishu.

### Pel·lícules
El llibre de Bowden va ser adaptat el 2001 a la pel·lícula Black Hawk Down, produïda per Jerry Bruckheimer i dirigida per Ridley Scott. Com al llibre, la pel·lícula descriu els fets al voltant de l'operació, però hi ha alguna diferència entre ambdós.

### Documentals
The True Story of Black Hawk Down (2003) és un documental televisiu que va ser emèr per primera vegada a The History Channel. Va ser dirigit per David Keane.
La sèrie televisiva "Black Ops" de American Heroes Channel va emetre un episodi titulat "The Real Black Hawk Down," al juny de 2014.

### Retorn dels ràngers el 2013
El març del 2013, dos supervivents de la Task Force Ranger tornaren a Mogadishu amb un equip de filmació per rodar un curtmetratge, Return to Mogadishu: Remembering Black Hawk Down, que s'estrenà l'octubre de 2013, en el 20è de la batalla. L'autor Jeff Struecker i el cantant de country Keni Thomas revisitaren la batalla mentre conduïen pel mercat de Bakaara en vehicles blindats i visitaren el lloc on caigué el Wolcott.

### Tornada del "Super 61" als Estats Units
L'agost de 2013, les restes del Super 61, consistents en el rotor majorment intactes i parts del morro extretes de la localització on havia caigut van tornar als Estats Units gràcies als esforços de David Snelson i Alisha Ryu, i són exhibits al Airborne & Special Operations Museum at Fort Bragg, Fayetteville, North Carolina.